# Verruyes
Verruyes é uma comuna francesa na região administrativa da Nova Aquitânia, no departamento de Deux-Sèvres. Estende-se por uma área de 26,24 km². Em 2010 a comuna tinha 932 habitantes (densidade: 35,5 hab./km²).